# 托夫希夫
49°41′44″N 24°7′6″E / 49.69556°N 24.11833°E

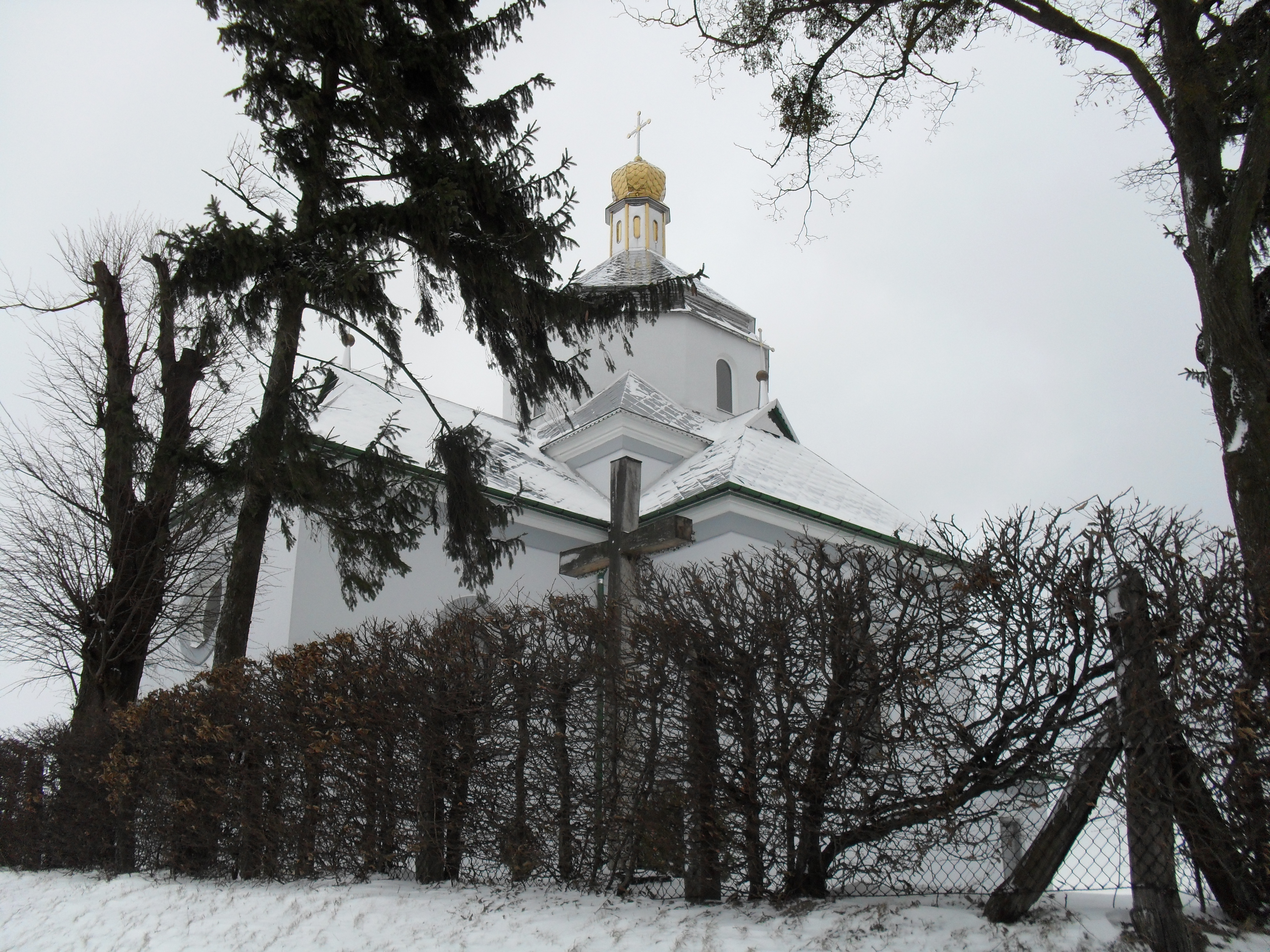

托夫希夫（烏克蘭語：Товщів），是烏克蘭西部的村莊，隸屬利維夫州的利維夫區。該村面積2.03平方公里，海拔高度330米，2001年人口194，人口密度每平方公里95.6人。